# Nana Lorca
Nana Lorca (eigentlicher Name Modrego Djenane Vigaray; * 20. August 1937 in Murcia) ist eine spanische Tänzerin und Primaballerina.

## Leben
Sie studierte Musik und Tanz am Konservatorium von Madrid. Später tanzte und arbeitete sie mit Alberto Lorca, Pedro Azorín, Mariemma und Enrique el Cojo. Von 1956 bis 1960 war sie Solotänzerin des Ballet Español von Pilar López. 1960 folgte ihr Auftritt als Tänzerin der Compañía Folias de España in den USA unter Leitung von Roberto Carpio. 1962 trat sie als Primaballerina in das Ballet Español José Grecos ein. Später wirkte sie dort auch als Choreografin und wurde zur wichtigsten Künstlerin des Ensembles. Nach einer mehrjährigen Tournee durch Amerika schloss sie sich 1964 dem Ballet Lorquiana an. 1972 hatte sie eine Tanzrolle in The Proud and Damned des Regisseurs Ferde Grofé jr. und spielte somit an der Seite Chuck Connors’ und Cesar Romeros. Auch im Fernsehen trat sie sowohl national als auch international in Erscheinung. Während in den USA in den 1970er Jahren etwa die Mike Douglas Show, die Sendung The Boston Pops New Year's Eve Gala oder die Tonight Show Lorca in der Gästeliste führte, war sie am 12. Oktober 1968 auch Gast in der ARD-Samstagabendshow Einer wird gewinnen. Von 1993 bis 1997 war Nana Lorca Codirektorin des Ballet Nacional de España.